# Saint-André-sur-Cailly
Saint-André-sur-Cailly település Franciaországban, Seine-Maritime megyében. Lakosainak száma 805 fő (2022. január 1.). Saint-André-sur-Cailly Cailly, Claville-Motteville, Morgny-la-Pommeraye, Pierreval, Quincampoix, La Rue-Saint-Pierre, Saint-Georges-sur-Fontaine és Saint-Germain-sous-Cailly községekkel határos.

## Népesség
A település népessége az elmúlt években az alábbi módon változott:
| Lakosok száma | 867  | 847  | 873  | 857  | 845  | 833  | 821  | 807  | 805  |
|               | 2013 | 2015 | 2016 | 2017 | 2018 | 2019 | 2020 | 2021 | 2022 |